# Oporinia extensa
Oporinia extensa là một loài bướm đêm trong họ Geometridae.